# Michalina Tatarkówna-Majkowska
Michalina Tatarkówna-Majkowska (Alternativname: Michalina Tatarek; * 27. September 1908 in Łódź; † 19. Februar 1986 ebenda) war eine Politikerin der Polnischen Vereinigten Arbeiterpartei PZPR (Polska Zjednoczona Partia Robotnicza) in der Volksrepublik Polen, die unter anderem zwischen 1952 und 1969 Mitglied des Sejm sowie von 1955 bis 1964 Sekretärin des Parteikomitees von Łódź war.

## Leben

### Kommunistische Funktionärin, frühe Nachkriegsjahre und Sejm-Abgeordnete
Michalina Tatarkówna-Majkowska, Tochter von Marcin Tatarków und dessen Ehefrau Rosalia, war nach dem Schulbesuch als Weberin tätig und engagierte sich zwischen 1927 und 1934 im Kommunistischen Jugendverband Polens KZMP (Komunistyczny Związek Młodzieży Polski) im Łódźer Stadtbezirk Widzew. 1934 wurde sie Mitglied der 1938 auf Geheiß von Josef Stalin aufgelösten Kommunistischen Partei Polens KPP (Komunistyczna Partia Polski). Gegen Ende des Zweiten Weltkrieges wurde Michalina Tatarkówna-Majkowska am 21. Januar 1945 Mitglied der Polnischen Arbeiterpartei PPR (Polska Partia Robotnicza), die am 5. Januar 1942 im Untergrund in Warschau gegründet wurde. Eine Woche später wurde sie am 28. Januar 1945 Erste Sekretärin des PPR-Komitees von Widzew und bekleidete diese Funktion bis zum 30. April 1947. Danach war sie zwischen dem 1. Mai 1947 und dem 31. März 1949 Instrukteurin in der Organisationsabteilung der PPR, aus der am 15. Dezember 1948 die Polnische Vereinigte Arbeiterpartei PZPR (Polska Zjednoczona Partia Robotnicza) hervorging. Sie war zwischen dem 1. April 1949 und dem 31. März 1950 Erste Sekretärin des Łódźer Ortsteils Staromiejska, der zwischen 1953 und 1960 ein eigener Stadtbezirk war, und anschließend vom 1. April 1950 bis 1951 Organisationssekretärin des PPZP-Komitees (Komitet wojewódzki) der Woiwodschaft Łódź. 
Sie wurde am 20. November 1952 für die PZPR erstmals Mitglied des Sejm und vertrat zunächst in der ersten Legislaturperiode bis zum 20. November 1956 den Wahlkreis Nr. 8 Łódź sowie im Anschluss in der zweiten Legislaturperiode (20. Februar 1957 bis 17. Februar 1961) und Er war in der ersten Legislaturperiode von 1952 bis 1956 Mitglied der Ausschüsse für Haushalt, Finanzen und Haushalt sowie des Sonderausschusses zur Prüfung von Gesetzentwürfen im Zusammenhang mit der Reform der Verwaltungsgliederung der Dörfer und Wahlen zu Nationalräten. Sie war in der zweiten Legislaturperiode zwischen 1957 und 1961 Vorsitzende des Ausschusses für Leichtindustrie, Handwerks- und Arbeitsgenossenschaften sowie Mitglied der Ausschüsse für Regulierungen und für Wirtschaftsplanung, Haushalt und Finanzen. Sie gehörte von 1957 bis 1969 dem Präsidium der PZPR-Fraktion an.

### Erste Parteisekretärin von Łódź, ZK-Mitglied und Polnischer Herbst 1956
Nachdem sie von 1951 bis 1953 ein Studium an der Parteihochschule des Zentralkomitees (ZK) der PZPR absolviert hatte, wurde Michalina Tatarkówna-Majkowska am 30. September 1953 zunächst Erste Sekretärin des Parteikomitees der Woiwodschaft Łódź und behielt diese Funktion bis zum 8. September 1955. Auf dem II. Parteitag (10. bis 17. März 1954) wurde sie zudem Kandidatin des ZK der PZPR und behielt diese Funktion bis zum ZK-Plenum am 28. Juli 1956. Am 9. September 1955 übernahm sie die Funktion als Erste Sekretärin des Parteikomitees der Stadt Łódź und hatte diese mehr als neun Jahre lang bis zum 12. Oktober 1964 inne. Auf einem ZK-Plenum wurde sie außerdem am 28. Juli 1956 erstmals Mitglied des ZK der PZPR und gehörte diesem Führungsgremium der Partei nach ihren Bestätigungen auf dem III. Parteitag (10. bis 19. März 1959) sowie auf dem IV. Parteitag (15. bis 20. Juni 1964) bis zu ihrem Eintritt in den Ruhestand am 30. Juni 1965 an.
Während der Zeit des Polnischen Oktober 1956 gehörte Michalina Tatarkówna-Majkowska im Machtkampf innerhalb der PZPR der nach einem Komplex modernistischer Mietshäuser in der Ul. Puławska 24 und 26 in Warschau benannten „Pulawy“-Gruppe (Puławianie) unter Führung von Roman Zambrowski und Leon Kasman an, die hauptsächlich aus Intellektuellen und Aktivisten bestand, die im ersten Jahrzehnt Volkspolens aktiv waren. Die Pulawy-Fraktion stand in Opposition zur Natolin-Fraktion um Zenon Nowak, Wiktor Kłosiewicz, Hilary Chełchowski, Aleksander Zawadzki, Władysław Kruczek, Władysław Dworakowski, Kazimierz Mijal, Franciszek Mazur, Bolesław Rumiński, Franciszek Jóźwiak und Stanisław Łapot, die gegen die Liberalisierung des kommunistischen Systems war, und die nationalistische und antisemitische Parolen proklamierte, um in der PZPR an die Macht zu kommen.

### Wiederwahl als Sejm-Abgeordnete, Ehrungen und Auszeichnungen
In der dritten Legislaturperiode (15. Mai 1961 bis 31. März 1965) vertrat sie im Sejm den Wahlkreis Nr. 5 Łódź-Śródmieście, ehe sie in der vierten Legislaturperiode zwischen dem 24. Juni 1965 und dem 29. April 1969 den Wahlkreis Nr. 6 Łódź-Śródmieście vertrat. Sie war zudem in der dritten Legislaturperiode weiterhin Mitglied des Ausschusses für Leichtindustrie, Handwerks- und Arbeitsgenossenschaften. Zuletzt war sie von 1965 bis 1969 Sekretärin des PZPR-Präsidiums sowie auch Mitglied der Ausschüsse für Bau- und Kommunalwirtschaft sowie abermals für Wirtschaftsplanung, Haushalt und Finanzen.
Michalina Tatarkówna-Majkowska engagierte sich in der Gesellschaft der Freunde der Kinder TPD (Towarzystwo Przyjaciół Dzieci), der sie ihre Wohnung mit allen darin verbliebenen Besitztümern vererbte. Außerdem schenkte sie der Sammlung des Museums der Traditionen der Unabhängigkeitstraditionen (Muzeum Tradycji Niepodległościowych) in Łódź zahlreiche historische Gegenstände, Dokumente und Fotos. Für ihre Verdienste wurde sie mehrfach ausgezeichnet und erhielt unter anderem den Orden Erbauer Volkspolens (Order Budowniczych Polski Ludowej), den Orden des Banners der Arbeit (Order Sztandaru Pracy) Erster Klasse, das Ritterkreuz des Ordens Polonia Restituta sowie das Verdienstkreuz der Republik Polen (Krzyż Zasługi) in Gold und Silber. Sie wurde nach ihrem Tode auf dem Gemeindefriedhof Zarzew in Łódź beigesetzt.